# L'Origine de mes espèces
Albums de Michel Rivard
Roi de rien
(2013)
L'Origine de mes espèces (sous-titré Théatre musical et solitaire) est un album-concept de l'auteur-compositeur-interprète québécois Michel Rivard publié en livre-disque au Québec en 2019 par l'Équipe Spectra. L'album, dont la réalisation et les arrangements sont de Philippe Brault, est dérivé du spectacle où les chansons accompagnent le monologue qui raconte l'enfance du musicien et la découverte de l'existence de son père biologique. La mise en scène est de Claude Poissant avec des conseils d'Alexia Bürger et il est accompagné sur scène par Vincent Legault.
L’Origine de mes espèces, la genèse, une version écourtée du spectacle enregistré au Théâtre Outremont et comprenant des extraits entrevues, est diffusée sur Télé-Québec le 5 mars 2021,.

## Titres
| No  | Titre                               | Durée |
| --- | ----------------------------------- | ----- |
| 1.  | Tombé du ciel                       | 4:11  |
| 2.  | Mimer l'amour                       | 4:53  |
| 3.  | Un soir de semaine en 57            | 5:11  |
| 4.  | Le spectre de mon père dans le Parc | 4:10  |
| 5.  | Une ville après tout                | 4:53  |
| 6.  | Maman Mélancolie                    | 6:07  |
| 7.  | Le sourire immense des amoureux     | 5:00  |
| 8.  | Mentir en silence                   | 2:57  |
| 9.  | Photo floue                         | 2:23  |
| 10. | Ramenez-moi dans ma ruelle          | 3:55  |
| 11. | Tant pis si c'est une valse         | 4:19  |